# Lekanesphaera ephippium
Lekanesphaera ephippium is een pissebed uit de familie Sphaeromatidae. De wetenschappelijke naam van de soort is voor het eerst geldig gepubliceerd in 1882 door Costa.